# Выселок
Вы́селок или вы́селки — вид крестьянских поселений, населённый пункт и адресный объект. 

## Характеристика
Выселками назывались поселения, жители которых выселились из другой деревни (или села), заняв пустошь или заполье, и имели с ней общие земли. Как правило, выселок принадлежал тому же владельцу, что и основное селение.
Чаще всего выселки были небольшими населёнными пунктами и назывались так же, как и населённый пункт, откуда переселились основатели, однако к прежнему названию добавлялось слово «выселок».

## История

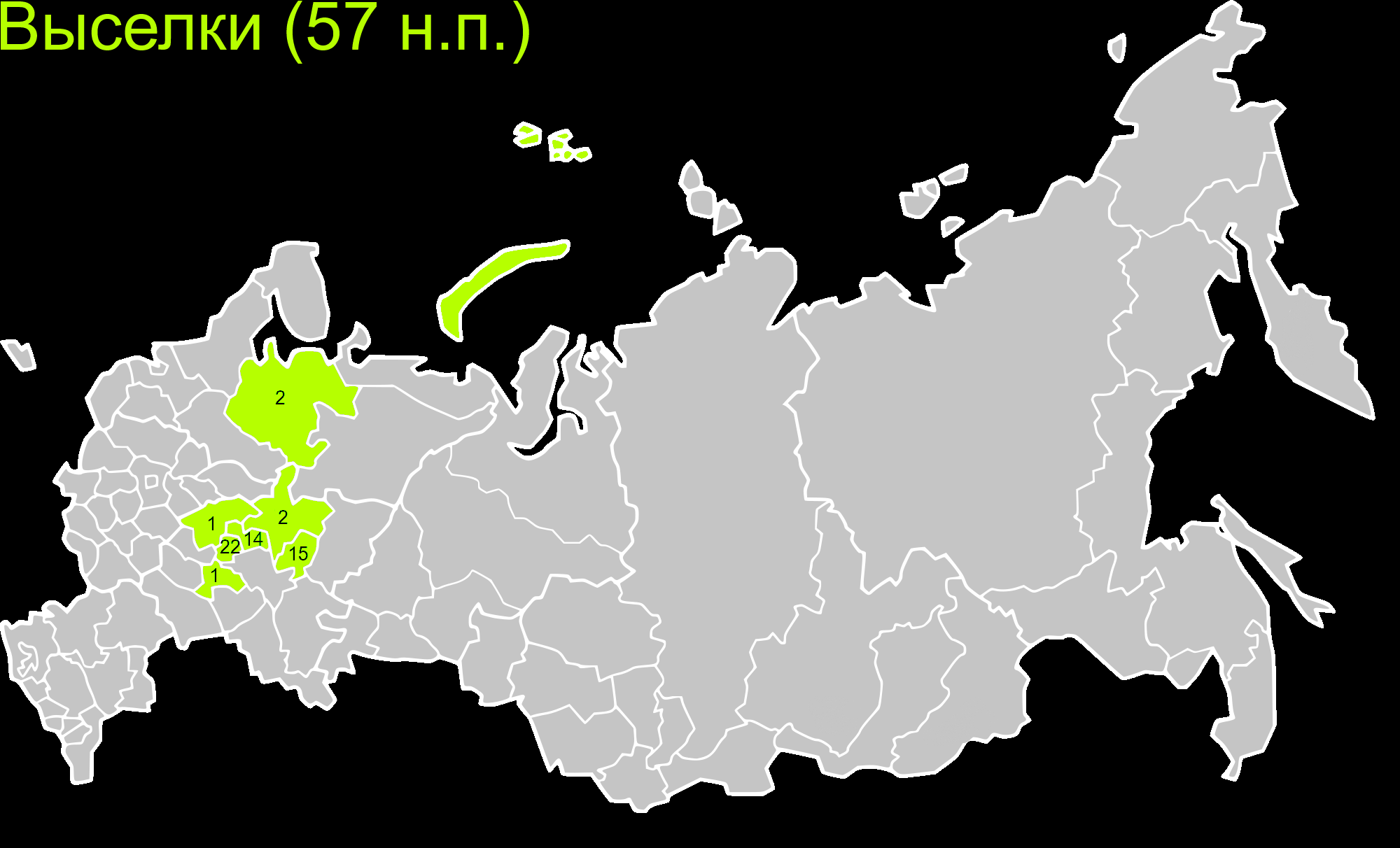
Количество выселков в России по субъектам России.

Образовывался в результате межевания и выхода части землепользователей из основного селения (села, деревни).
Раньше всего в письменных источниках термин «выселок» был употреблён в 1829 году: он встречается у писателя Михаила Загоскина в его книге «Юрий Милославский, или Русские в 1612 году».
В некоторых регионах (краях, странах) Российской империи для обозначения этого понятия использовались и другие названия. На Ярославщине, в Рязанщине — Засёлок, Заселушка, Зоселье. В Вятской губернии такие недавно образовавшиеся селения назывались починками, а в тех уездах Симбирской и Казанской губерний, где преобладали чуваши и черемисы — околотками или околодками.
Каждому новому выходящему хозяйственному объединению предоставлялось право самостоятельного земельного общества (экономическое и юридическое).
В советский период России выселки нередко изменяли свой статус, преобразовывались в посёлки и деревни, объединялись в колхозы, становились отделениями совхозов.
Ближе к концу XX века термин «выселок» стал заметно менее используемым, многие выселки исчезли как «неперспективные» населённые пункты или сменили свой статус.
Выселки как населённые пункты в настоящее время существуют в следующих субъектах России:
- Архангельская область
- Кировская область
- Марий Эл
- Нижегородская область
- Удмуртия
- Ульяновская область
- Чувашская Республика
- Республика Татарстан

## Выселок в культуре
В песне «Кукушка» группы «Кино» упоминаются выселки. Автор, возможно, говорит о так называемом 101-м километре, куда в советское время выселяли «нежелательные элементы» — людей, которым запрещалось жить в больших городах.

В городе мне жить или на выселках

Камнем лежать, или гореть звездой.
— «Кино», «Чёрный альбом», «Кукушка», 1990
Такой тип поселения (имеет такое же собственное название, одноименное типу) упоминается в произведении Аркадия и Бориса Стругацких «Улитка на склоне».